# Kebira uteoides
Kebira uteoides är en svampdjursart som beskrevs av R.W. Harold Row 1909. Kebira uteoides ingår i släktet Kebira och familjen Lelapiidae.
Artens utbredningsområde är havet utanför Sudan. Inga underarter finns listade i Catalogue of Life.